# Tade
Tade är en by (estniska: küla) i Kose kommun i landskapet Harjumaa i norra Estland. Byn ligger vid Riksväg 2 (E263), direkt väster om småköpingen Kose-Uuemõisa.
I kyrkligt hänseende hör byn till Kose församling inom den Estniska evangelisk-lutherska kyrkan.